# Hl. Schutzengel und Jakobus d. Ä. (Gaukönigshofen)

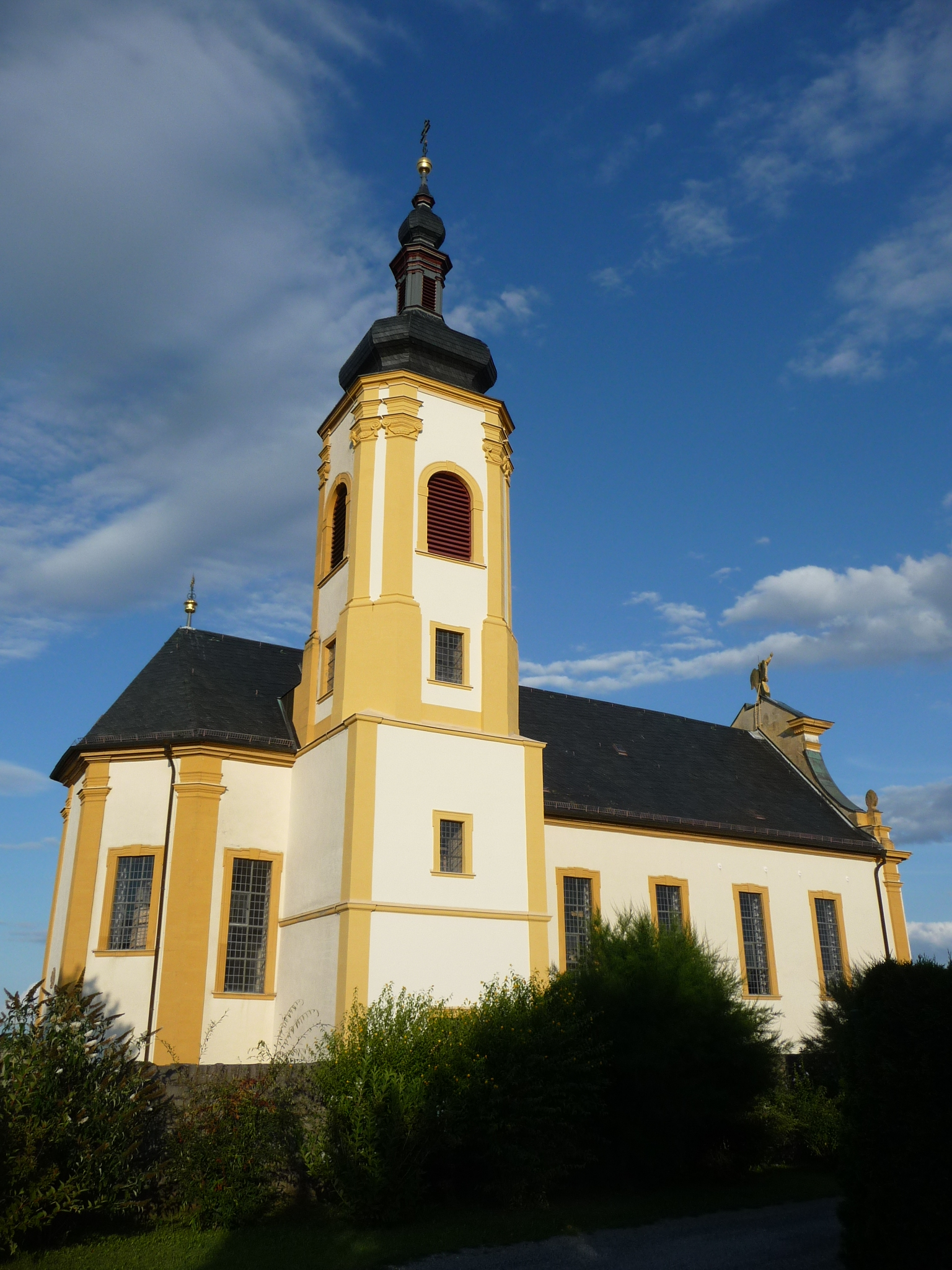
Hl. Schutzengel und Jakobus d. Ä. (Gaukönigshofen)

Die römisch-katholische Pfarrkirche Hl. Schutzengel und Jakobus d. Ä. ist ein denkmalgeschütztes Kirchengebäude in Gaukönigshofen, einer Gemeinde im Landkreis Würzburg (Unterfranken, Bayern). Das Bauwerk ist unter der Denkmalnummer D-6-79-134-15 als Baudenkmal in der Bayerischen Denkmalliste eingetragen. Die Pfarrei gehört zur Pfarreiengemeinschaft Zu den Schutzengeln im Gau (Gaukönigshofen) im Dekanat Ochsenfurt des Bistums Würzburg.

## Beschreibung
Die Saalkirche wurde 1724–30 erbaut. Sie wird Balthasar Neumann zugerechnet. Das Langhaus hat im Norden einen eingezogenen, dreiseitig abgeschlossenen Chor. In der nordwestlichen Ecke steht der mit einer Welschen Haube bedeckte Chorflankenturm, dessen beiden oberen Geschosse mit Pilastern an den abgeschrägten Ecken gegliedert sind. Das oberste Geschoss beherbergt die Turmuhr und hinter den Klangarkaden den Glockenstuhl, in dem vier Kirchenglocken hängen. Die Südseite des Langhauses wird durch eine Fassade mit einem Schweifgiebel geprägt. 
Der Innenraum wurde 1776/77 umgestaltet und von Materno Bossi mit Stuck dekoriert. Die Statuen des Hochaltars hat Ferdinand Dietz geschaffen. Die heutige Orgel mit 22 Registern, zwei Manualen und einem Pedal hat die Johannes Klais Orgelbau in den Prospekt von 1764 eingebaut.